# Jeux du Commonwealth britannique de 1974
Navigation
Édition précédente Édition suivante
Les Jeux du Commonwealth britannique de 1974 se sont déroulés à Christchurch en Nouvelle-Zélande du 24 janvier au 2 février 1974. Construit pour l'occasion, le Queen Elizabeth II Park accueille les cérémonies d'ouverture et de clôture. 

## Sports disputés
- Athlétisme (Résultats)
- Badminton
- Bowls (Boulingrin)
- Boxe anglaise
- Cyclisme
- Haltérophilie
- Lutte
- Natation
- Plongeon
- Tir

## Médailles par pays

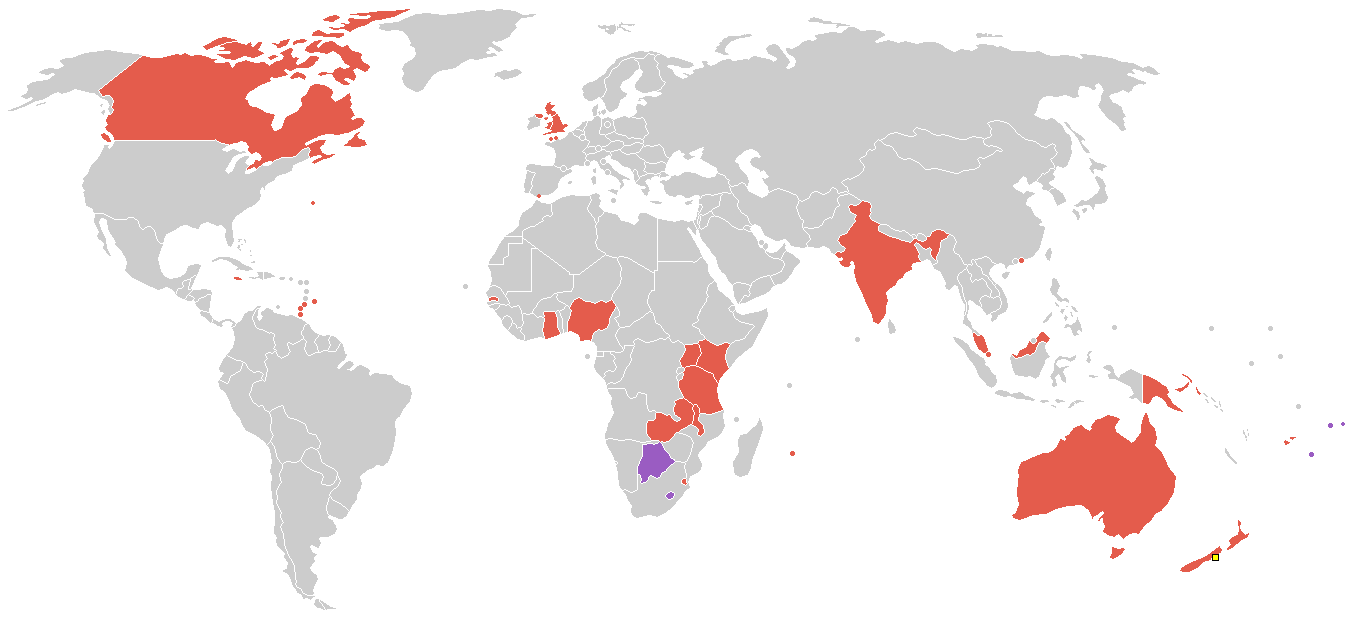
Pays participants à l'édition 1974 des jeux du Commonwealth

| Rang  | Pays               | Médaille d'or | Médaille d'argent | Médaille de bronze | Total |
| 1     | Australie          | 29            | 28                | 25                 | 82    |
| 2     | Angleterre         | 28            | 31                | 21                 | 80    |
| 3     | Canada             | 25            | 19                | 18                 | 62    |
| 4     | Nouvelle-Zélande   | 9             | 8                 | 18                 | 35    |
| 5     | Kenya              | 7             | 2                 | 9                  | 18    |
| 6     | Inde               | 4             | 8                 | 3                  | 15    |
| 7     | Écosse             | 3             | 5                 | 11                 | 19    |
| 8     | Nigeria            | 3             | 3                 | 4                  | 10    |
| 9     | Irlande du Nord    | 3             | 1                 | 2                  | 6     |
| 10    | Ouganda            | 2             | 4                 | 3                  | 9     |
| 11    | Jamaïque           | 2             | 1                 | 0                  | 3     |
| 12    | Pays de Galles     | 1             | 5                 | 4                  | 10    |
| 13    | Ghana              | 1             | 3                 | 5                  | 9     |
| 14    | Zambie             | 1             | 1                 | 1                  | 3     |
| 15    | Malaisie           | 1             | 0                 | 3                  | 4     |
| 16    | Tanzanie           | 1             | 0                 | 1                  | 2     |
| 17    | Saint-Vincent      | 1             | 0                 | 0                  | 1     |
| 18    | Trinité-et-Tobago  | 0             | 1                 | 1                  | 2     |
| 18    | Samoa occidentales | 0             | 1                 | 1                  | 2     |
| 20    | Singapour          | 0             | 0                 | 1                  | 1     |
| 20    | Swaziland          | 0             | 0                 | 1                  | 1     |
| Total | Total              | 121           | 121               | 132                | 374   |

## Faits marquants
Le porte-drapeau de la délégation fidjienne lors de la cérémonie d'ouverture est Sitiveni Rabuka, futur auteur des coups d'État de 1987 aux Fidji puis Premier ministre de 1992 à 1999 et depuis 2022. Il participe aux épreuves de lancer de poids, de lancer de disque, de lancer du marteau et du décathlon,.

## Résultats

### Badminton
| Épreuves         | Or                                           | Argent                               | Bronze                                         |
| ---------------- | -------------------------------------------- | ------------------------------------ | ---------------------------------------------- |
| Simple messieurs | Punch Gunalan (MAS)                          | Jamie Paulson (CAN)                  | Derek Talbot (ENG)                             |
| Double messieurs | Elliot Stuart & Derek Talbot (ENG)           | Ray Stevens & Mike Tredgett (ENG)    | Punch Gunalan & Dominic Song Chok Soon (MAS)   |
| Simple dames     | Gillian Gilks (Perrin) (ENG)                 | Margaret Beck (ENG)                  | Sylvia Meow Eng Ng (MAS)                       |
| Double dames     | Margaret Beck & Gillian Gilks (Perrin) (ENG) | Margaret Boxall & Sue Whetnall (ENG) | Rosalind Singha Ang & Sylvia Meow Eng Ng (MAS) |
| Doubles mixte    | Derek Talbot & Gillian Gilks (Perrin) (ENG)  | Paul Whetnall & Nora Gardner (ENG)   | Elliot Stuart & Sue Whetnall (ENG)             |

### Bowls (Boulingrin)
| Épreuves             | Or                                  | Argent                        | Bronze                             |
| -------------------- | ----------------------------------- | ----------------------------- | ---------------------------------- |
| Individuel messieurs | David Bryant (ENG)                  | Clive White (AUS)             | Willie Wood (SCO)                  |
| Par deux messieurs   | John Christie & Alex McIntosh (SCO) | John Evans & Peter Line (ENG) | Bob McDonald & Phil Skoglund (NZL) |
| Par quatre messieurs | New Zealand (NZL)                   | Australia (AUS)               | Scotland (SCO)                     |

### Cyclisme

#### Piste
| Épreuves                          | Or                                                            | Or       | Argent                                                        | Argent   | Bronze                                                       | Bronze   |
| --------------------------------- | ------------------------------------------------------------- | -------- | ------------------------------------------------------------- | -------- | ------------------------------------------------------------ | -------- |
| Contre-la-montre Messieurs        | Dick Paris (AUS)                                              | 00:01:12 | John Nicholson (AUS)                                          | 00:01:12 | Ian Hallam (ENG)                                             | 00:01:12 |
| Vitesse Messieurs                 | John Nicholson (AUS)                                          |          | Xavier Miranda (en) (JAM)                                     |          | Ian Atherly (TRI)                                            |          |
| Poursuite individuelle Messieurs  | Ian Hallam (ENG)                                              | 00:05:05 | William Moore (ENG)                                           | 00:05:12 | Gary Sutton (AUS)                                            | 00:05:09 |
| Poursuite par équipe Messieurs    | Mick Bennett, Richard Evans, Ian Hallam & William Moore (ENG) | 00:04:41 | Murray Hall, Kevin Nichols, Garry Reardon & Gary Sutton (AUS) | 00:04:49 | Paul Brydon, René Hyde, Russell Nant & Blair Stockwell (NZL) | overtook |
| Course Scratch 10 Miles Messieurs | Steve Heffernan (ENG)                                         | 00:20:51 | Murray Hall (AUS)                                             | 00:20:52 | Ian Hallam (ENG)                                             | 00:20:52 |
| Tandem Messieurs                  | Geoff Cooke & Ernest Crutchlow (ENG)                          | 10.74    | John Rush & Danny O'Neill (AUS)                               |          | Paul Medhurst & Phil Harland (NZL)                           |          |

#### Route
| Épreuves                   | Or                 | Or       | Argent               | Argent   | Bronze                | Bronze   |
| -------------------------- | ------------------ | -------- | -------------------- | -------- | --------------------- | -------- |
| Course sur route Messieurs | Clyde Sefton (AUS) | 05:07:17 | Phil Griffiths (ENG) | 05:07:46 | Remo Sansonetti (AUS) | 05:17:27 |

### Tir
| Épreuves                           | Or                  | Or  | Argent                | Argent | Bronze               | Bronze |
| ---------------------------------- | ------------------- | --- | --------------------- | ------ | -------------------- | ------ |
| Pistolet (libre) Messieurs/Open    | Jules Sobrian (CAN) | 549 | Norman Harrison (AUS) | 549    | Laslo Antal (ENG)    | 543    |
| Pistolet tir rapide Messieurs/Open | William Hare (CAN)  | 586 | Jules Sobrian (CAN)   | 583    | Bruce McMillan (NZL) | 581    |

#### Carabine
| Épreuves                              | Or                   | Or     | Argent                | Argent | Bronze              | Bronze |
| ------------------------------------- | -------------------- | ------ | --------------------- | ------ | ------------------- | ------ |
| Carabine petit calibre Messieurs/Open | Yvonne Gowland (AUS) | 594    | Bill Watkins (WAL)    | 591    | Alister Allan (SCO) | 591    |
| Carabine Messieurs/Open               | Maurice Gordon (NZL) | 387.26 | Colin McEachran (SCO) | 386.27 | James Spaight (ENG) | 383.35 |

#### Tir aux plateaux
| Épreuves             | Or                  | Or  | Argent             | Argent | Bronze             | Bronze |
| -------------------- | ------------------- | --- | ------------------ | ------ | ------------------ | ------ |
| Trap Messieurs/Open  | John Primrose (CAN) | 196 | Brian Bailey (ENG) | 193    | Philip Lewis (WAL) | 191    |
| Skeet Messieurs/Open | Harry Willsie (CAN) | 194 | Joe Neville (ENG)  | 191    | Robin Bailey (AUS) | 189    |

### Natation

#### Hommes
| Épreuves           | Or                                                                 | Or       | Argent                                                                 | Argent   | Bronze                                                                  | Bronze   |
| ------------------ | ------------------------------------------------------------------ | -------- | ---------------------------------------------------------------------- | -------- | ----------------------------------------------------------------------- | -------- |
| 100 m nage libre   | Michael Wenden (AUS)                                               | 52.73    | Bruce Robertson (CAN)                                                  | 53.78    | Brian Phillips (CAN)                                                    | 54.11    |
| 200 m nage libre   | Steve Badger (AUS)                                                 | 1:56.72  | Bruce Robertson (CAN)                                                  | 1:57.21  | Michael Wenden (AUS)                                                    | 1:57.83  |
| 400 m nage libre   | John Kulasalu (AUS)                                                | 4:01.44  | Brad Cooper (AUS)                                                      | 4:02.12  | Steve Badger (AUS)                                                      | 4:04.07  |
| 1 500 m nage libre | Steve Holland (AUS)                                                | 15:34.73 | Mark Treffers (NZL)                                                    | 15:59.82 | Steve Badger (AUS)                                                      | 16:22.23 |
| 100 m dos          | Mark Tonelli (AUS)                                                 | 59.65    | Steve Pickell (CAN)                                                    | 59.88    | Brad Cooper (AUS)                                                       | 1:00.17  |
| 200 m dos          | Brad Cooper (AUS)                                                  | 2:06.31  | Mark Tonelli (AUS)                                                     | 2:09.47  | Robert Williams (AUS)                                                   | 2:09.83  |
| 100 m brasse       | David Leigh (ENG)                                                  | 1:06.52  | David Wilkie (SCO)                                                     | 1:07.37  | Paul Naisby (ENG)                                                       | 1:08.52  |
| 200 m brasse       | David Wilkie (SCO)                                                 | 2:24.42  | David Leigh (ENG)                                                      | 2:24.75  | Paul Naisby (ENG)                                                       | 2:27.36  |
| 100 m papillon     | Neil Rogers (AUS)                                                  | 56.58    | Byron MacDonald (CAN)                                                  | 56.83    | Bruce Robertson (CAN)                                                   | 56.84    |
| 200 m papillon     | Brian Brinkley (ENG)                                               | 2:04.51  | Ross Seymour (AUS)                                                     | 2:06.64  | John Coutts (NZL)                                                       | 2:07.03  |
| 200 m 4 nages      | David Wilkie (SCO)                                                 | 2:10.11  | Brian Brinkley (ENG)                                                   | 2:12.73  | Gary MacDonald (CAN)                                                    | 2:12.98  |
| 400 m 4 nages      | Mark Treffers (NZL)                                                | 4:35.90  | Brian Brinkley (ENG)                                                   | 4:41.29  | Raymond Terrell (ENG)                                                   | 4:42.94  |
| 4×100 m nage libre | Canada Brian Phillips Bruce Robertson Gary MacDonald Ian MacKenzie | 3:33.79  | Australie Michael Wenden Neil Rogers Peter Coughlan Ross Patterson     | 3:34.26  | Angleterre Brian Brinkley Colin Cunningham Keith Walton Raymond Terrell | 3:38.22  |
| 4×200 m nage libre | Australie John Kulasalu Michael Wenden Robert Nay Steve Badger     | 7:50.13  | Angleterre Brian Brinkley Colin Cunningham Neil Dexter Raymond Terrell | 7:52.90  | Canada Bruce Robertson Gary MacDonald Ian MacKenzie Jim Fowlie          | 7:53.38  |
| 4×100 m 4 nages    | Canada Brian Phillips Bruce Robertson Steve Pickell William Mahony | 3:52.93  | Australie Mark Tonelli Michael Wenden Neil Rogers Nigel Cluer          | 3:55.76  | Angleterre Brian Brinkley Colin Cunningham David Leigh Stephen Nash     | 4:00.48  |

#### Femmes
| Épreuves             | Or                                                     | Or      | Argent                                               | Argent  | Bronze                                                        | Bronze  |
| -------------------- | ------------------------------------------------------ | ------- | ---------------------------------------------------- | ------- | ------------------------------------------------------------- | ------- |
| 100 m nage libre     | Sonya Gray                                             | 59.13   | Gail Amundrud                                        | 59.36   | Judy Wright                                                   | 59.46   |
| 200 m nage libre     | Sonya Gray                                             | 2:04.27 | Jenny Turrall                                        | 2:06.90 | Gail Amundrud                                                 | 2:07.03 |
| 400 m nage libre     | Jenny Turrall                                          | 4:22.09 | Wendy Quirk                                          | 4:22.96 | Jaynie Parkhouse                                              | 4:23.09 |
| 800 m nage libre     | Jaynie Parkhouse                                       | 8:58.49 | Jenny Turrall                                        | 8:58.53 | Rosemary Milgate                                              | 8:58.59 |
| 100 m dos            | Wendy Cook                                             | 1:06.37 | Donna-Marie Gurr                                     | 1:06.55 | Linda Young                                                   | 1:07.52 |
| 200 m dos            | Wendy Cook                                             | 2:20.37 | Sandra Yost                                          | 2:22.07 | Donna-Marie Gurr                                              | 2:23.74 |
| 100 m brasse         | Christine Gaskell                                      | 1:16.42 | Marian Stuart                                        | 1:16.61 | Sandra Dickie                                                 | 1:17.17 |
| 200 m brasse         | Pat Beavan                                             | 2:43.11 | Beverley Whitfield                                   | 2:43.58 | Allison Smith                                                 | 2:45.08 |
| 100 m papillon       | Patti Stenhouse                                        | 1:05.38 | Kim Wickham                                          | 1:05.96 | Sandra Yost                                                   | 1:06.04 |
| 200 m papillon       | Sandra Yost                                            | 2:20.57 | Patti Stenhouse                                      | 2:20.66 | Gail Neall                                                    | 2:21.66 |
| 200 m 4 nages        | Leslie Cliff                                           | 2:24.13 | Becky Smith                                          | 2:25.17 | Susan Hunter                                                  | 2:26.18 |
| 400 m 4 nages        | Leslie Cliff                                           | 5:01.35 | Becky Smith                                          | 5:03.68 | Susan Hunter                                                  | 5:07.20 |
| 4 × 100 m nage libre | Anne Jardin Becky Smith Gail Amundrud Judy Wright      | 3:57.14 | Debra Cain Jennifer Turrall Sonya Gray Suzy Anderson | 4:02.37 | Alyson Jones Avis Willington Lesley Allardice Susan Edmondson | 4:05.59 |
| 4 × 100 m 4 nages    | Gail Amundrud Marian Stuart Patti Stenhouse Wendy Cook | 4:24.77 | Beverley Whitfield Debra Cain Linda Young Sonya Gray | 4:30.55 | Gillian Fordyce Kim Wickham Morag McGlashan Sandra Dickie     | 4:31.68 |

### Plongeon

#### Hommes
| Épreuves             | Or                 | Or     | Argent                | Argent | Bronze               | Bronze |
| -------------------- | ------------------ | ------ | --------------------- | ------ | -------------------- | ------ |
| Tremplin 3 Mètres    | Don Wagstaff (AUS) | 531.54 | Scott Cranham (CAN)   | 509.61 | Trevor Simpson (ENG) | 489.69 |
| Plateforme 10 Mètres | Don Wagstaff (AUS) | 490.74 | Andrew Jackomos (AUS) | 472.47 | Scott Cranham (CAN)  | 460.98 |

#### Femmes
| Épreuves             | Or                  | Or     | Argent                  | Argent | Bronze                  | Bronze |
| -------------------- | ------------------- | ------ | ----------------------- | ------ | ----------------------- | ------ |
| Tremplin 3 Mètres    | Cindy Shatto (CAN)  | 430.88 | Beverley Boys (CAN)     | 426.93 | Teri York (CAN)         | 413.83 |
| Plateforme 10 Mètres | Beverley Boys (CAN) | 361.95 | Beverley Williams (ENG) | 352.14 | Madeleine Barnett (AUS) | 339.3  |

### Haltérophilie
| Épreuves                      | Or                      | Or    | Argent               | Argent | Bronze                   | Bronze |
| ----------------------------- | ----------------------- | ----- | -------------------- | ------ | ------------------------ | ------ |
| Poids mouche Messieurs        | Precious McKenzie (ENG) | 215   | Anil Mondal (IND)    | 200    | John McNiven (SCO)       | 192.5  |
| Poids coqs Messieurs          | Michael Adams (AUS)     | 222.5 | Yves Carignan (CAN)  | 212.5  | Shanmug Velliswamy (IND) | 212.5  |
| Poids plumes Messieurs        | George Vasiliades (AUS) | 237.5 | Gerald Hay (AUS)     | 235    | Brian Duffy (NZL)        | 232.5  |
| Poids légers Messieurs        | George Newton (ENG)     | 260   | Ieuan Owen (WAL)     | 255    | Bruce Cameron (NZL)      | 252.5  |
| Poids moyens Messieurs        | Tony Ebert (NZL)        | 275   | Stanley Bailey (TRI) | 275    | Robert Wrench (WAL)      | 270    |
| Poids mi-lourds Messieurs     | Tony Ford (ENG)         | 302.5 | Paul Wallwork (SAM)  | 300    | Mike Pearman (ENG)       | 292.5  |
| Poids lourds-moyens Messieurs | Nicolo Ciancio (AUS)    | 330   | Brian Marsden (NZL)  | 315    | Steve Wyatt (AUS)        | 310    |
| Poids lourds Messieurs        | Russ Prior (CAN)        | 352.5 | John Bolton (NZL)    | 340    | John Barrett (NZL)       | 320    |
| Poids super-welters Messieurs | Graham May (NZL)        | 342.5 | Andy Kerr (ENG)      | 337.5  | Terry Perdue (WAL)       | 330    |

### Lutte
| Épreuves                      | Or                      | Argent                 | Bronze               |
| ----------------------------- | ----------------------- | ---------------------- | -------------------- |
| Poids mi-mouches Messieurs    | Mitchell Kawasaki (CAN) | Wally Koenig (AUS)     | Radhey Shyam (IND)   |
| Poids mouches Messieurs       | Sudesh Kumar (IND)      | Gordon Bertie (CAN)    | John Navie (AUS)     |
| Poids coqs Messieurs          | Prem Nath (IND)         | Amrik Singh (ENG)      | Kevin Burke (AUS)    |
| Poids plumes Messieurs        | Egon Beiler (CAN)       | Shivaji Chingle (IND)  | Ray Brown (AUS)      |
| Poids légers Messieurs        | Jagrup Singh (IND)      | Joe Gilligan (ENG)     | Stephen Martin (CAN) |
| Poids welters Messieurs       | Raghunath Pawar (IND)   | Tony Shacklady (ENG)   | Gordon Mackay (NZL)  |
| Poids moyens Messieurs        | Dave Aspin (NZL)        | Satpal Singh (IND)     | Taras Hryb (CAN)     |
| Poids lourds légers Messieurs | Terry Paice (CAN)       | Netra Pal Singh (IND)  | Maurice Allan (SCO)  |
| Poids lourds Messieurs        | Claude Pilon (CAN)      | Dadu Chaugule (IND)    | Ian Duncan (SCO)     |
| Poids super-welters Messieurs | Bill Benko (CAN)        | Bishwanath Singh (IND) | Gary Knight (NZL)    |